# 鴨仔蛋

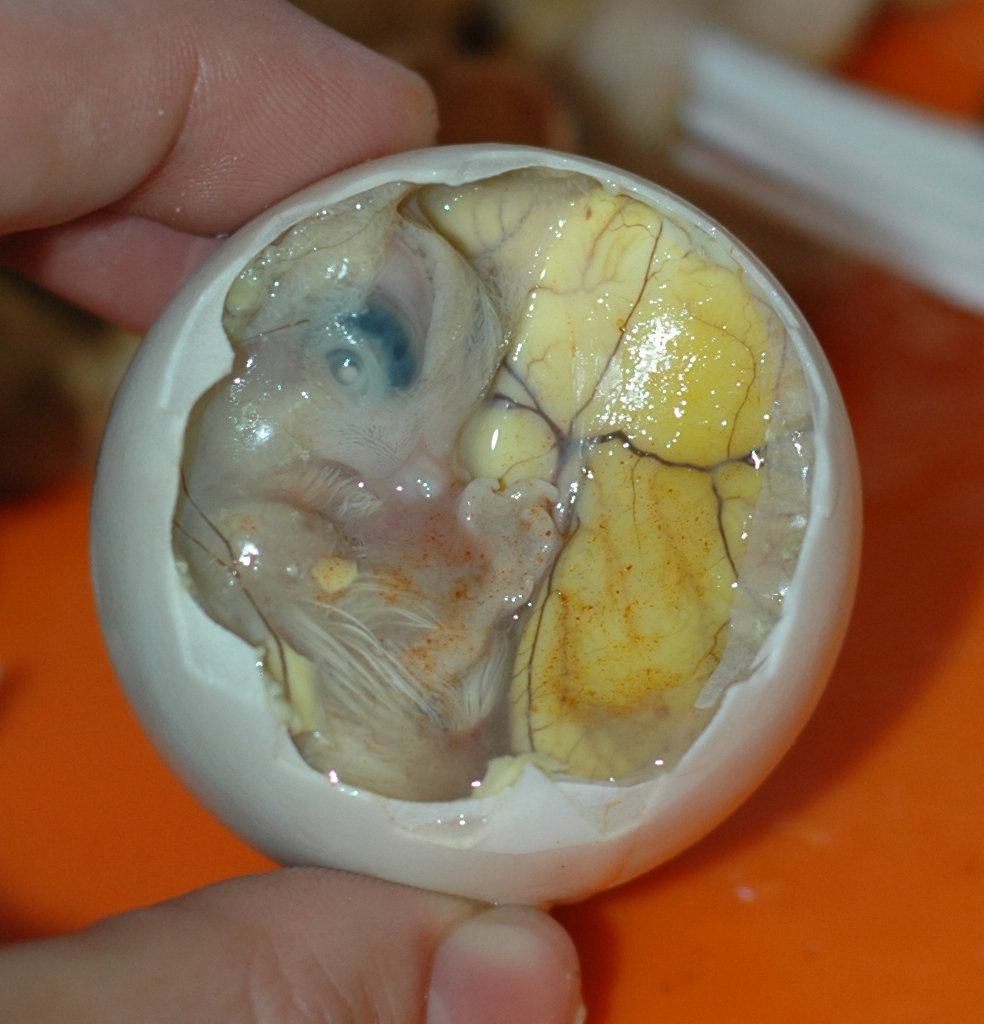

鴨仔蛋又叫毛鴨蛋（越南语：／），是中國南方以及東南亞菜餚的一種。

## 介紹
將孵了15至20天，快孵化成雛鴨的鴨蛋用開水煮熟，敲開蛋殼，加入鹽巴、胡椒、辣椒、九層塔等調味品一同食用，吃的時候可見小鴨的骨骼或羽毛。

## 分布
中國南方（如浙江紹興）、越南、菲律賓、泰國等地都有這種菜色。且對於鴨仔蛋成熟程度的喜好也因地域有所差異，菲律賓偏愛受精15天的鴨蛋，越南則多選用受精20天，小鴨形體較為明顯的鴨蛋。

## 台灣食用狀況
在台灣早期亦有食用鴨仔蛋，主要是人們在獵捕野食時會順道撿取雁鴨、綠頭鴨等禽類的蛋，由於有些蛋已經成熟具備一定形體，因此也成為類似鴨仔蛋的菜餚。但如今在台灣已不容易見到類似的菜餚。